# Kaple svatého Floriána (Kladno)
Kaple svatého Floriána v Kladně (Floriánská kaple) stojí v centru města na Floriánském náměstí, na třídě T. G. Masaryka, barokní centrální stavba, jedno z posledních děl Kiliána Ignáce Dientzenhofera, které vzniklo pod patronací břevnovského a broumovského opata Benno Löbla. 
Společně s mariánským sousoším (1741) a stavbou benediktinské zámecké rezidence s opatskou kaplí sv. Vavřince (1741) vytváří soubor kladenského baroku, které bylo prezentováno v rámci oslav Tisíce let benediktinského kláštera v Břevnově.

## Původní stavba Floriána Žďárského ze Žďáru

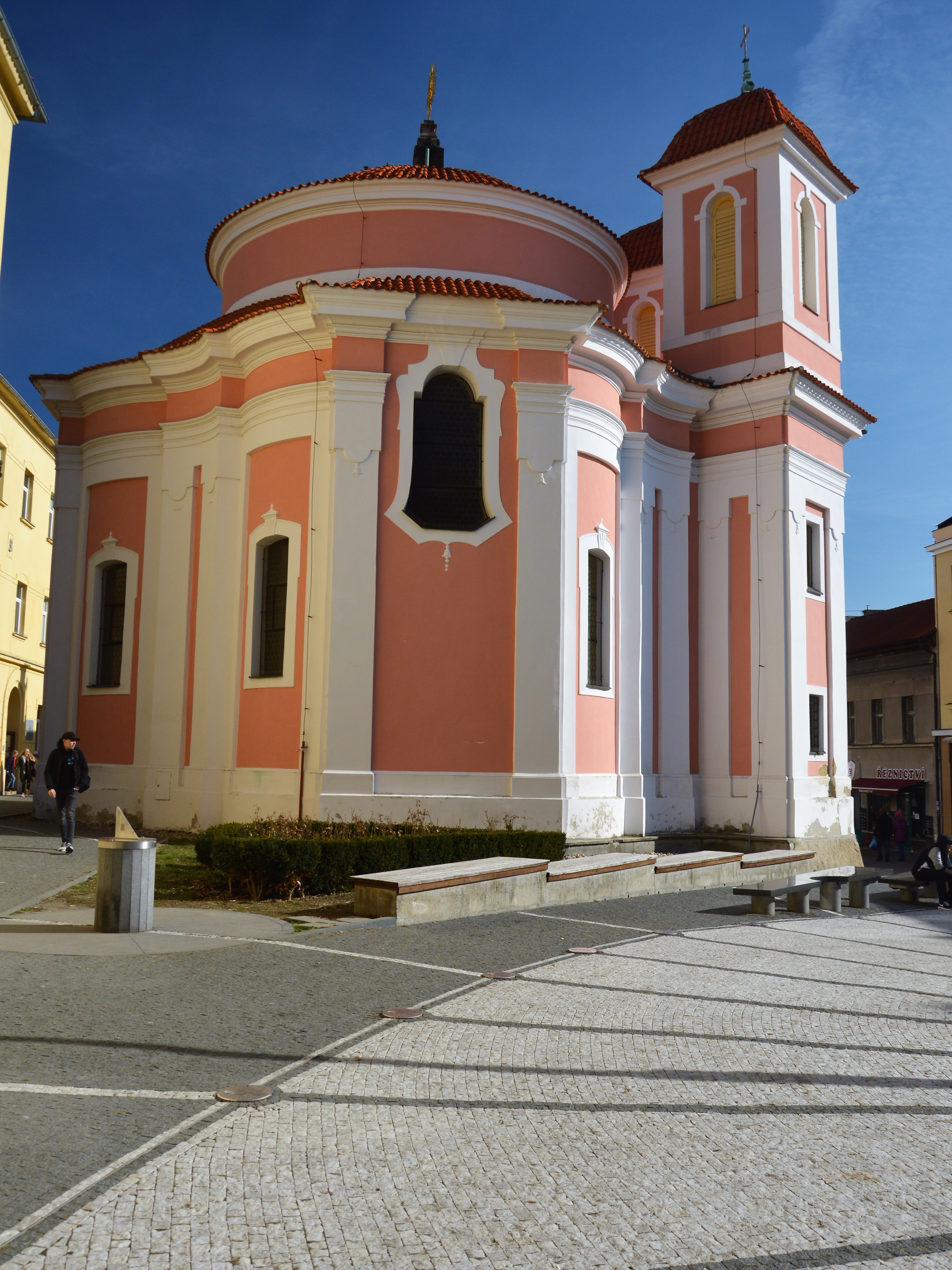
Kaple sv. Floriána, K. I. Dientzenhofer (1751)

Původní kapli sv. Floriána (a sv. Alžběty) dal vystavět v roce 1630 Florián Jetřich ze Žďáru, jehož manželkou byla Alžběta Korona z Martinic. Podle nejstaršího vyobrazení Kladna na jedné z fresek v konventu břevnovského kláštera (autor Giovanni Vicentini) se jednalo o jednolodní drobnou stavbu se stanovou střechou a sanktusovou vížkou uprostřed. Jako jediný hmotný doklad z původní stavby se dochoval základní kámen z roku 1630 s fundačním zápisem, dnes je zasazen pod hlavním oltářním obrazem sv. Floriána.

## Starý hřbitov
Okolo kaple se nacházel hřbitov, který byl založen v době morové epidemie (1679), kdy hlavní hřbitov okolo kostela Nanebevzetí Panny Marie na kladenském rynku nestačil pojmout tolik pohřbů. Od roku 1784, poté, co císař Josef II. zapověděl pohřbívat uvnitř městských hradeb, sloužil hřbitov u floriánské kaple pro pohřby z celého městečka Kladna a okolí, a to až do roku 1831, kdy byl založen nový – v pořadí již třetí – hřbitov  v místech dnešních Dvořákových sadů (u divadla). Nález barokního benediktinského křížku a další barokní svátostky poblíž floriánské kaple souvisí s existencí hřbitova.

## Dientzenhoferova centrála
V červenci na sv. Jakuba léta Páně 1751 byl položen základní kámen nové kaple, a to pod patronací břevnovského a broumovského opata Benno Löbla (1688–1751), slavnosti se tehdy zúčastnil také Kilián Ignác Dientzenhofer, kázání měl Josef Bonaventura Piter.
Smrt stavebníka břevnovského Benna Löbla a architekta K. I. Dientzenhofera v prosinci téhož roku zkomplikovala postup stavby, kterou nedokončil ani Dientzenhoferův nástupce Anselmo Lurago.

Na dobové kresbě učitele Bělohlávka z roku 1846 je zachyceno zdivo kaple jen zčásti omítnuté, schází i ostění portálu, a to včetně dveří. Teprve za kladenského faráře Kašpara Valentina Weiningera, působil na Kladně do roku 1835, a to díky sbírkám a prodeji zádušního pole, patřícího k floriánské kapli v místech "nad skalkou" (jeho polohu připomíná dnešní Zádušní ulice), se ve stavbě zvolna pokračovalo. Nicméně i v této době se v kapli konaly nouzově bohoslužby, např. když byl farní kostel na náměstí nepřístupný v důsledku větších oprav – 1826, 1829 a zejména 1842, kdy byla kaple opatřena pálenou dlažbou odstraněnou z hlavního kostela. V průběhu stavebních prací bylo zejména osazeno nové hlavní schodiště z ulice a kamenné ostění.

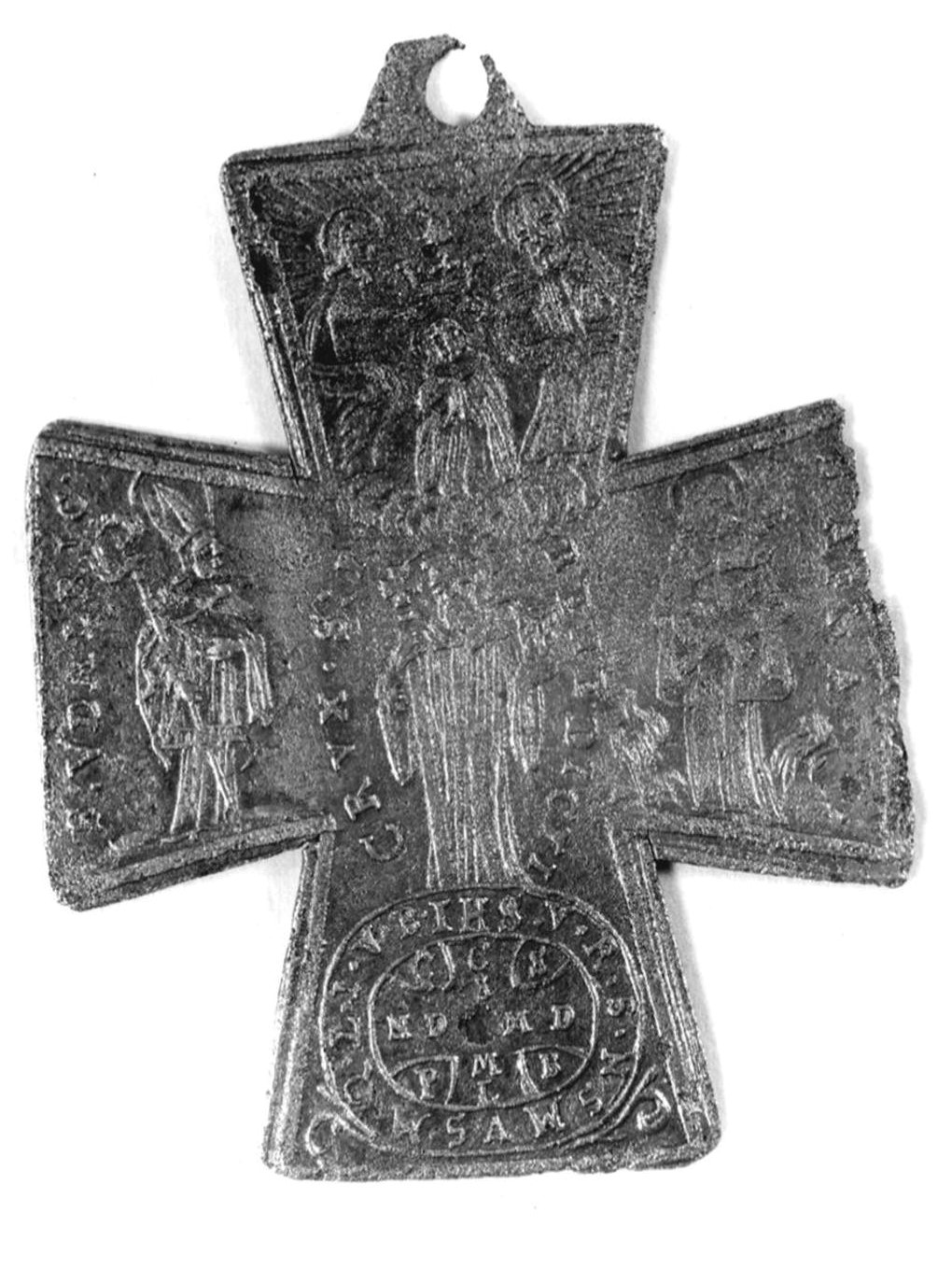
Barokní benediktinský křížek se sv. Benediktem, sv. Oldřichem a sv. Afrou, kdysi nalezen poblíž kaple sv. Floriána, ve spodní části Kříž svatého Benedikta (sbírky Sládečkova muzea v Kladně)

Kaple byla vysvěcena až 5. 5. 1872 za faráře Josefa Mottla patronem kladenské farnosti – opatem břevnovského kláštera Janem Nepomukem Rotterem, a to za velké účasti věřících i duchovenstva, mezi nimiž vynikal kladenský rodák, vlastenecký kněz a spisovatel Václav Štulc. tehdy byly také vysvěceny dva zvony – Jan Nepomucký a sv. Florián.

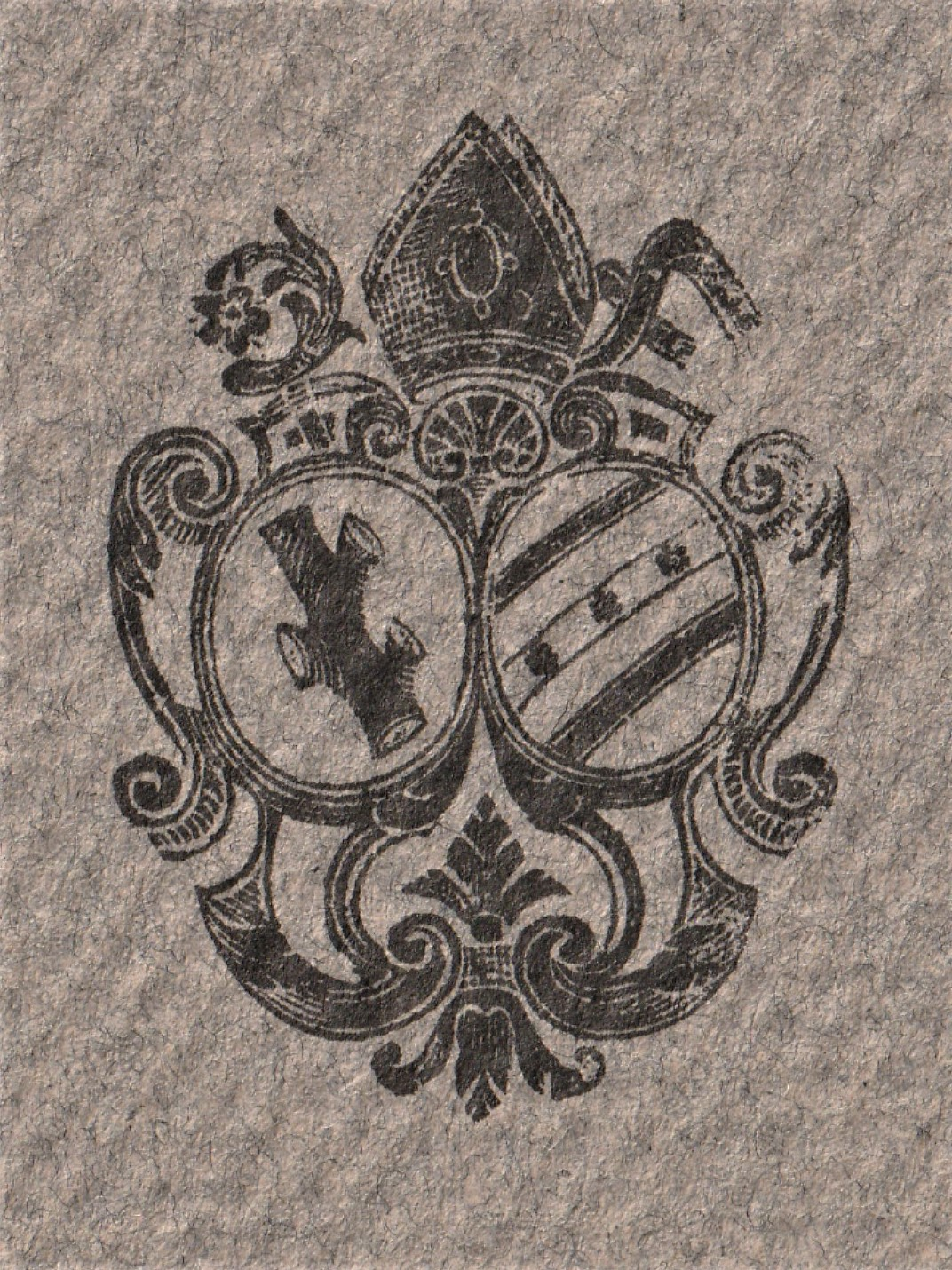
znak břevnovského a broumovského kláštera (1773-1785)

I přes skutečnost, že kaple byla definitivně hotova více než sto let od zahájení a přes různá zjednodušení (např. podoba vstupního portálu) tak … „celková estetická atmosféra stavby a nepochybná kvalita její koncepce žije plně a silně tvůrčí pohodou autentické Dientzenhoferovy invence“. Mojmír Horyna také připomíná, že ... kladenská kaple sv. Floriána je nejvýznamnější realizací skupiny pozdních, geometricky dokonalých centrál v tvorbě K. I. Dientzenhofera z doby po r. 1740.

## Architektura a výzdoba
Půdorys kaple vychází z centrální křížové dispozice s konkávně probraným hlavním průčelím, které po stranách vymezují nakoso situované věže. Loď je zaklenuta kopulí na pendantivech a apsidy křížového půdorysu završují úseky ve tvaru částečné konchy. Vnější fasádu vertikálně člení dvojice pilastrů s čabrakovými hlavicemi, které nesou mohutné kladí s bohatě profilovanou okapní římsou. Architektonický výraz umocňují kasulová okna, která „odlehčují“ tektoniku průčelí.
Břevnovský opat zajisté předpokládal freskovou výzdobu kaple, napovídají tomu i štuková zrcadla na klenbách interiéru, vnitřek kaple již nebyl vybaven barokním zařízením.   
Floriánská kaple významově graduje na prejzové střeše pozlaceným křížem sv. Benedikta – tradičním symbolem benediktinských klášterů a kostelů (Břevnov, Broumov, Police nad Metují).
Po větší opravě v roce 1910 proběhla náročná oprava zdevastované kaple po roce 1969 pod vedením stavitele Jana Nedvěda ze Zlonic; poslední kvalitní obnova prejzové střechy a úpravy průčelí realizovalo v roce 2006 štukatérské sdružení ATIKA.

## Kandlerovy obrazy – sv. Florián, sv. Benedikt a sv. Prokop
Smrt opata Benna Löbla († 1751) a architekta Kiliána Ignáce Dientzenhofera († 1751), které navíc provázel i postupný ústup z hospodářské prosperity kláštera, znamenaly téměř konec stavby – ve farní kronice se uvádí, že je kaple nedokončená, nemá žádné zařízení, měla pouze zvonek sv. Floriána, který dal pořídit Benno Löbl v roce 1751.
Z doby dokončení kaple pochází i malířská výzdoba, která se omezila na trojici pláten - hlavní rozměrný obraz sv. Floriána s typickým atributem – vědrem vody od Viléma Kandlera z roku 1872 a v bočních apsidách na sv. Prokopa a sv. Benedikta od téhož autora.

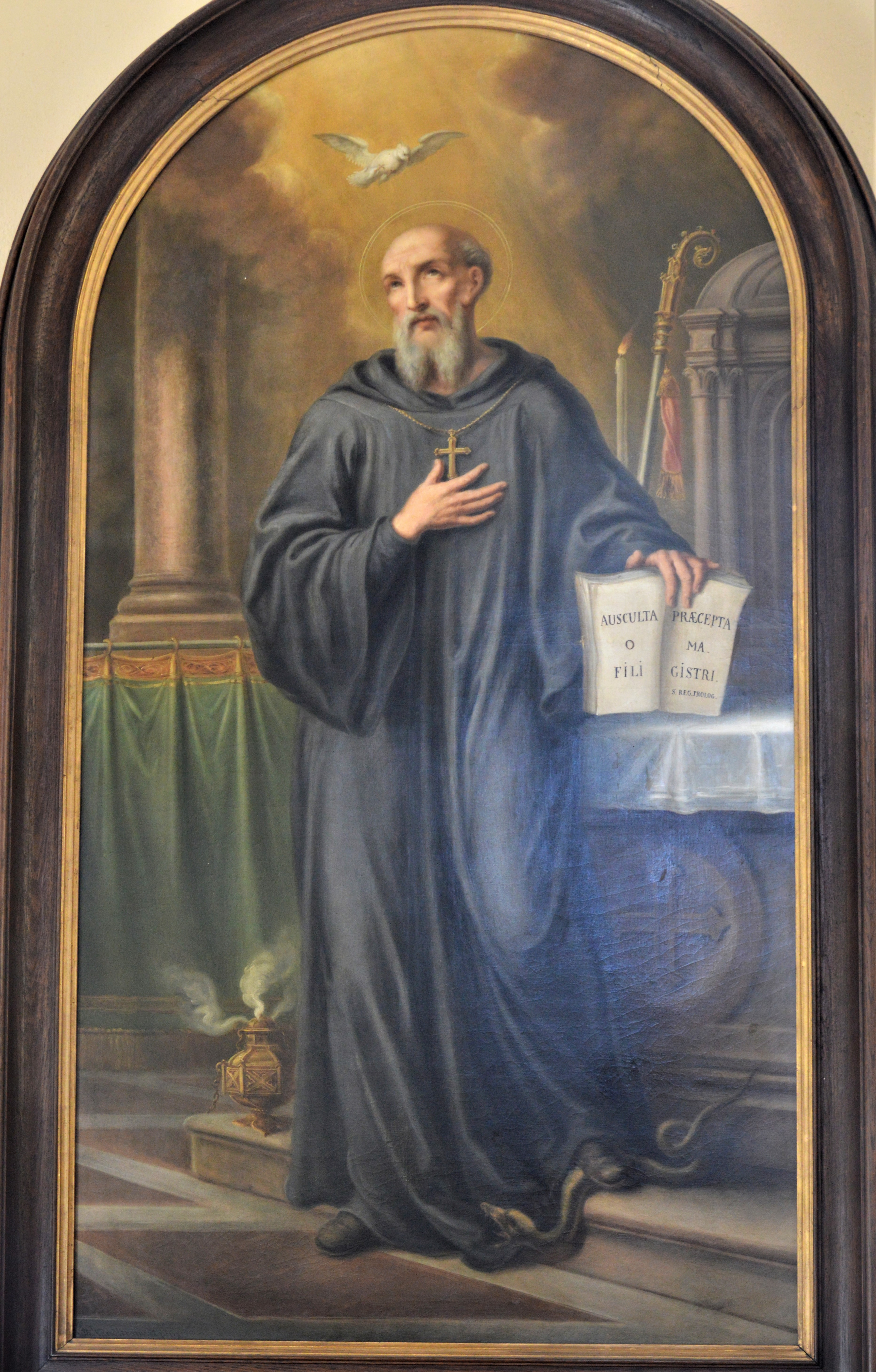
Obraz sv. Benedikta od Viléma Kandlera (1872)

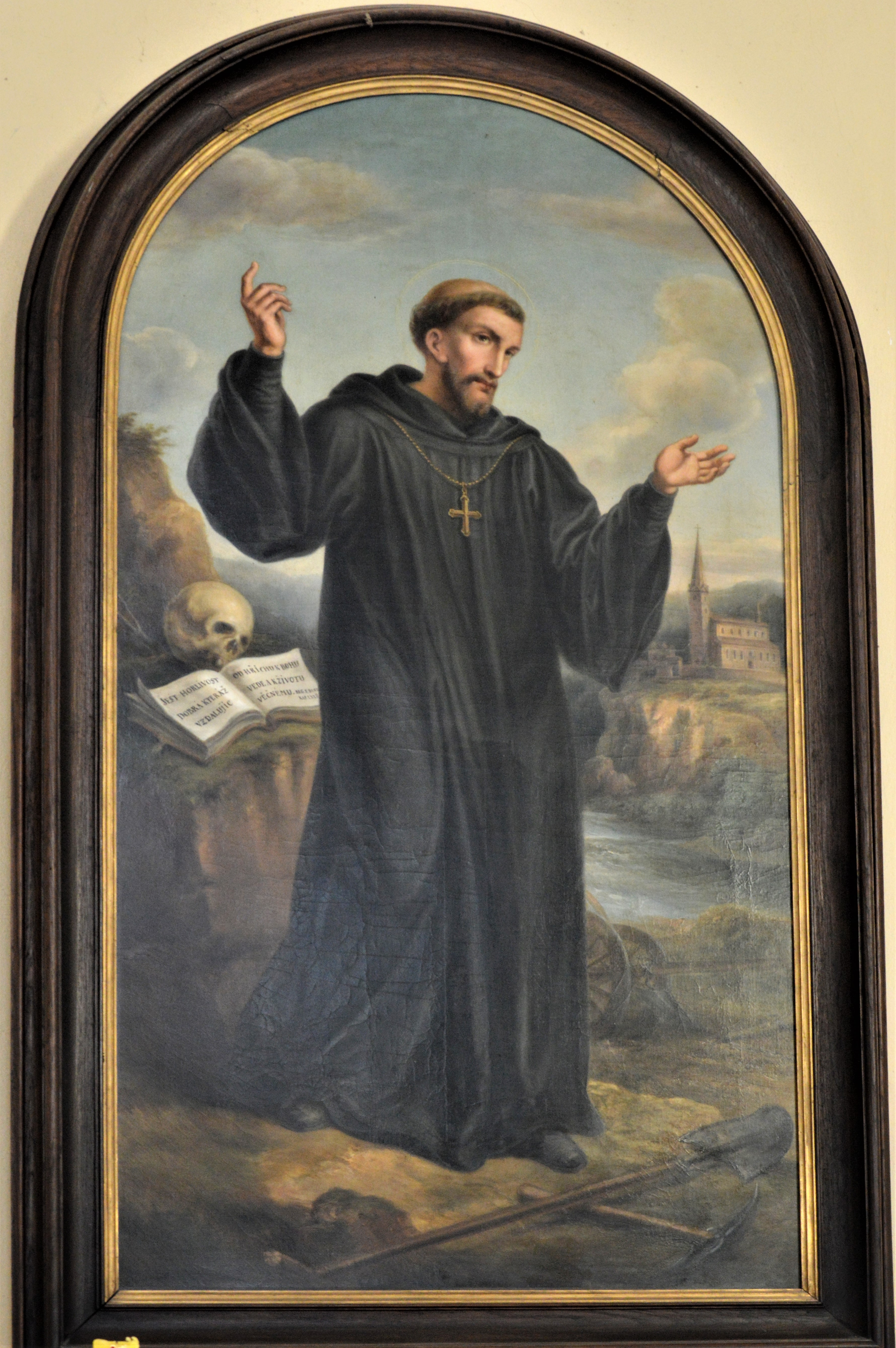
Obraz sv. Prokopa od Viléma Kandlera (1872)

Sv. Benedikt je namalován před oltářem, na kterém přidržuje řeholi sv. Benedikta s textem – Ausculta o fili / praecepta magistri / S. Reg. Prolog - Naslouchej, synu, mistrovu učení/; je zdůrazněn význam kříže, a to ve vztahu k potírání hříchu, kterého reprezentuje had, přišlápnutý světcovou nohou.
Svatého Prokopa zachytil malíř nad řekou Sázavou, za kterou je zachycen sázavský klášter. Vedle příznačného atributu pluhu (orba s ďáblem) připomíná poustevnický život lebka a otevřená kniha Řehole sv. Benedikta s textem: Jest horlivost dobrá, kteráž vzdalujíc od hříchu vede k životu věčnému (Reg. S. Ben. kap. LXXII.). Vedle poměrně hodnotného vypracování krajinných detailů u obrazu sv. Prokopa představují obě plátna cenný příspěvek k poznání církevní malby druhé poloviny 19. století a benediktinské ikonografie.

## Duchovní správa
Kaple se nachází v duchovní správě – Římskokatolická farnost u kostela Nanebevzetí Panny Marie Kladno.

## Galerie

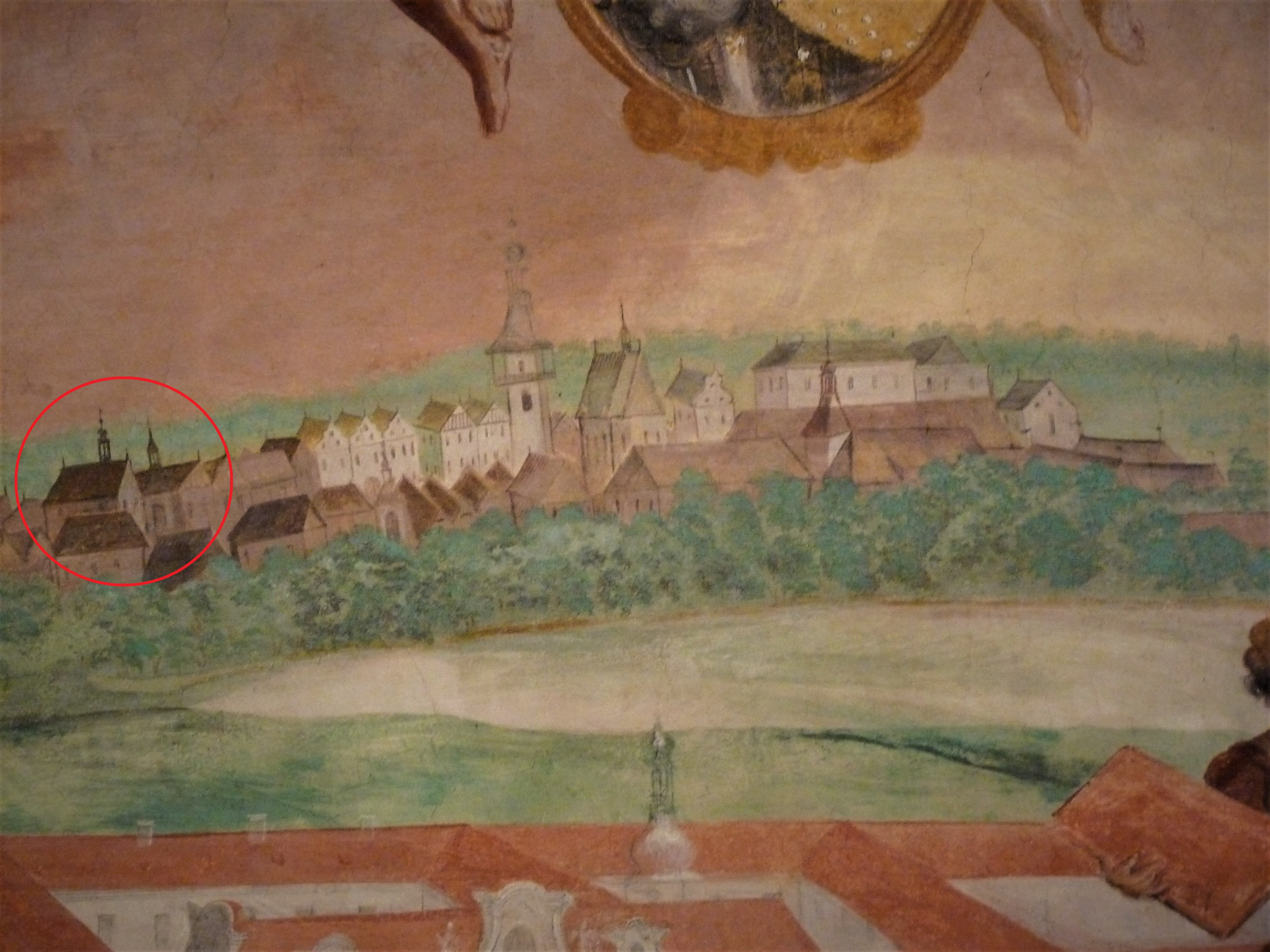
Břevnovský klášter, freska s pohledem na Kladno (1722 –1723), autor Giovanni Vicentini.
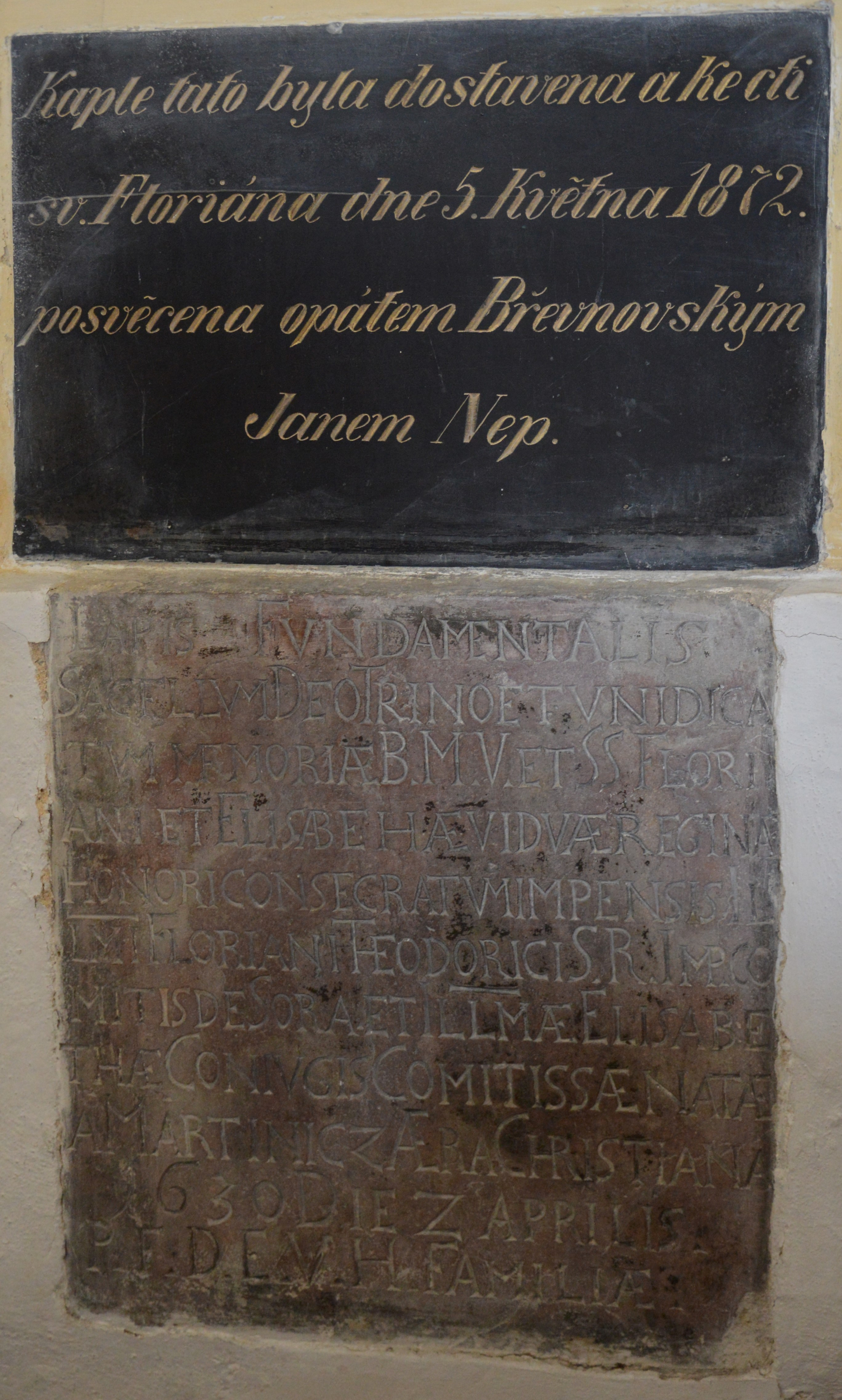
Základní kámen kaple (1630) a deska připomínající svěcení (1872)
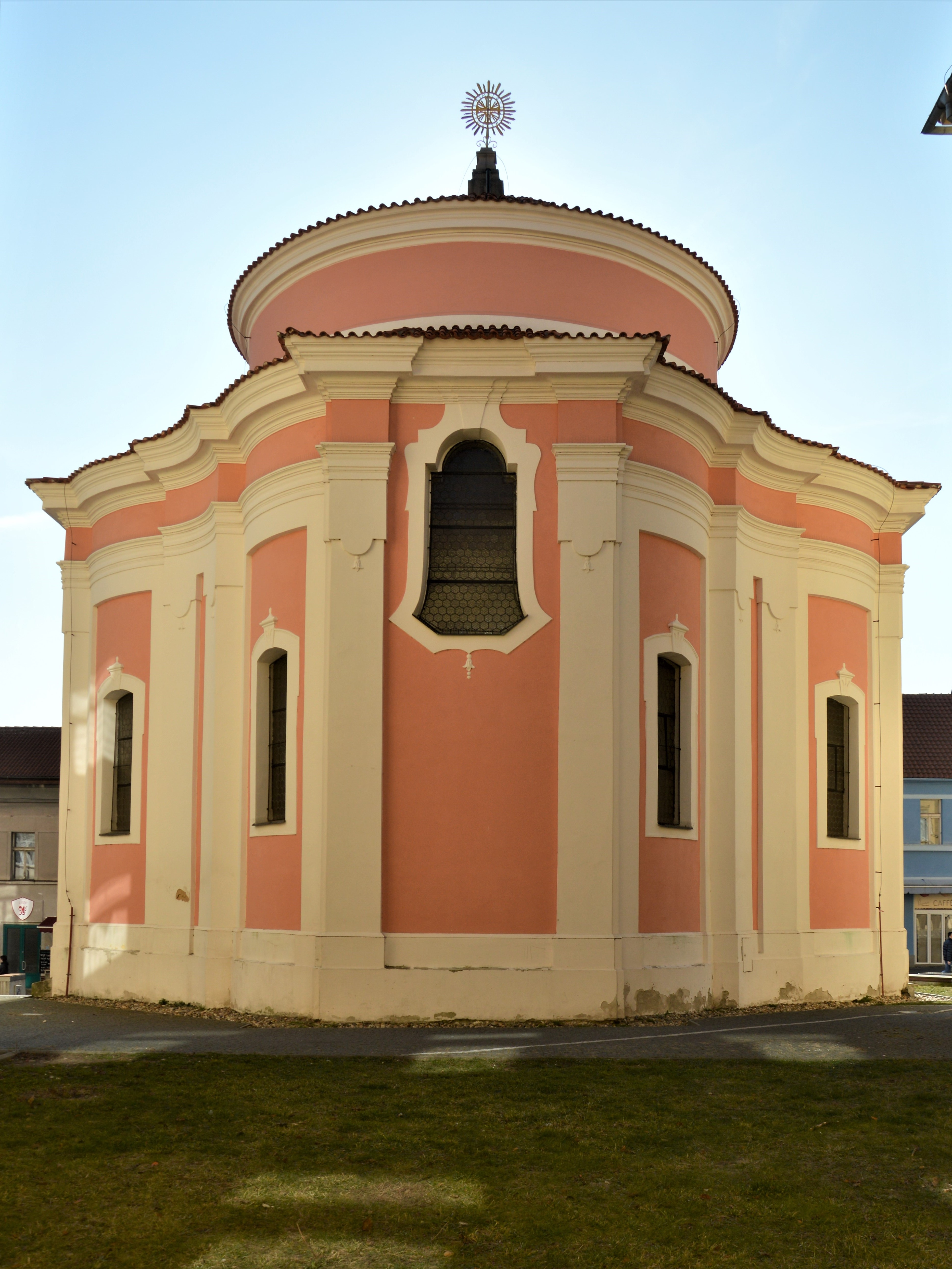
severní průčelí kaple
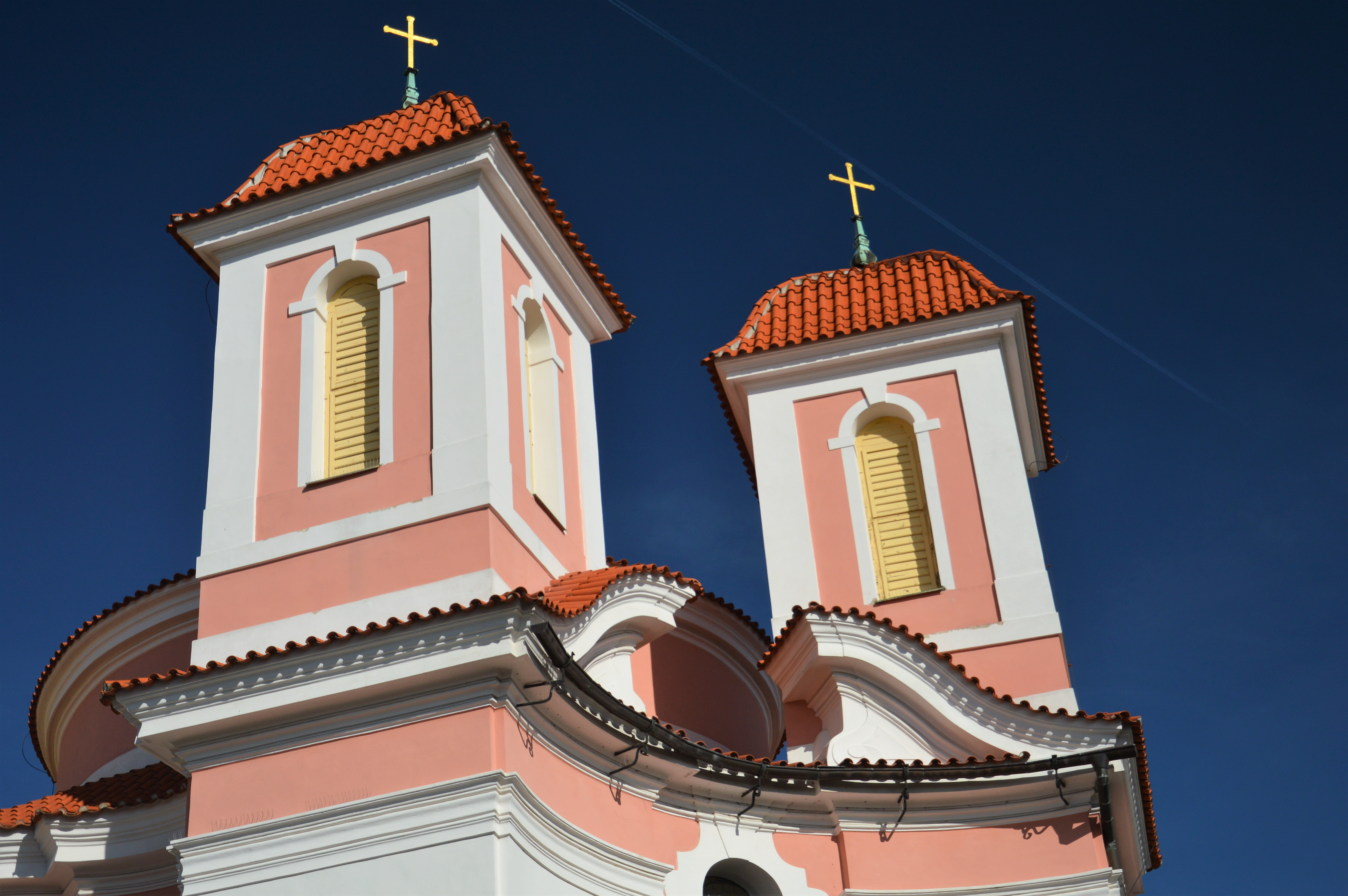
hlavní průčelí kaple
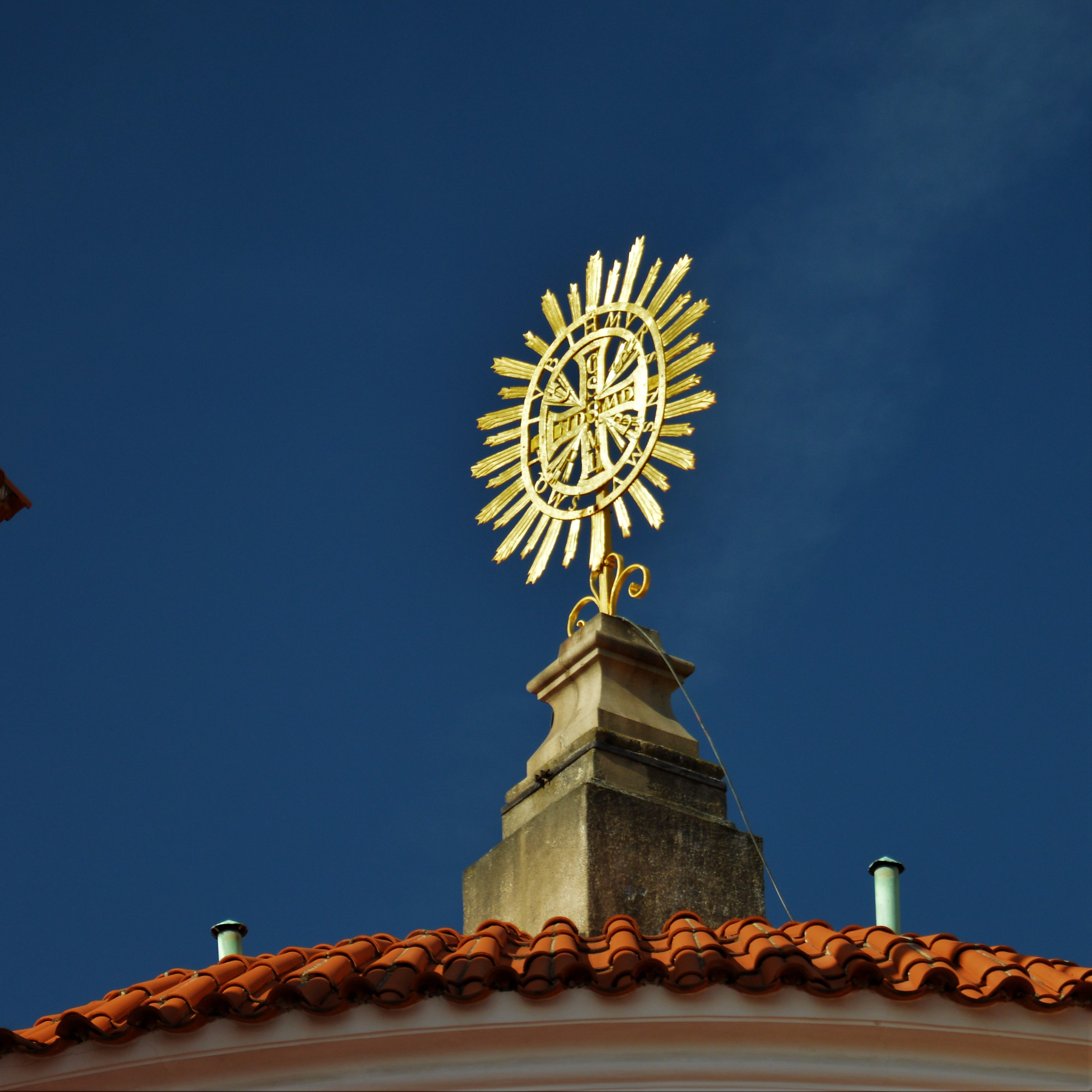
Kříž sv. Benedikta
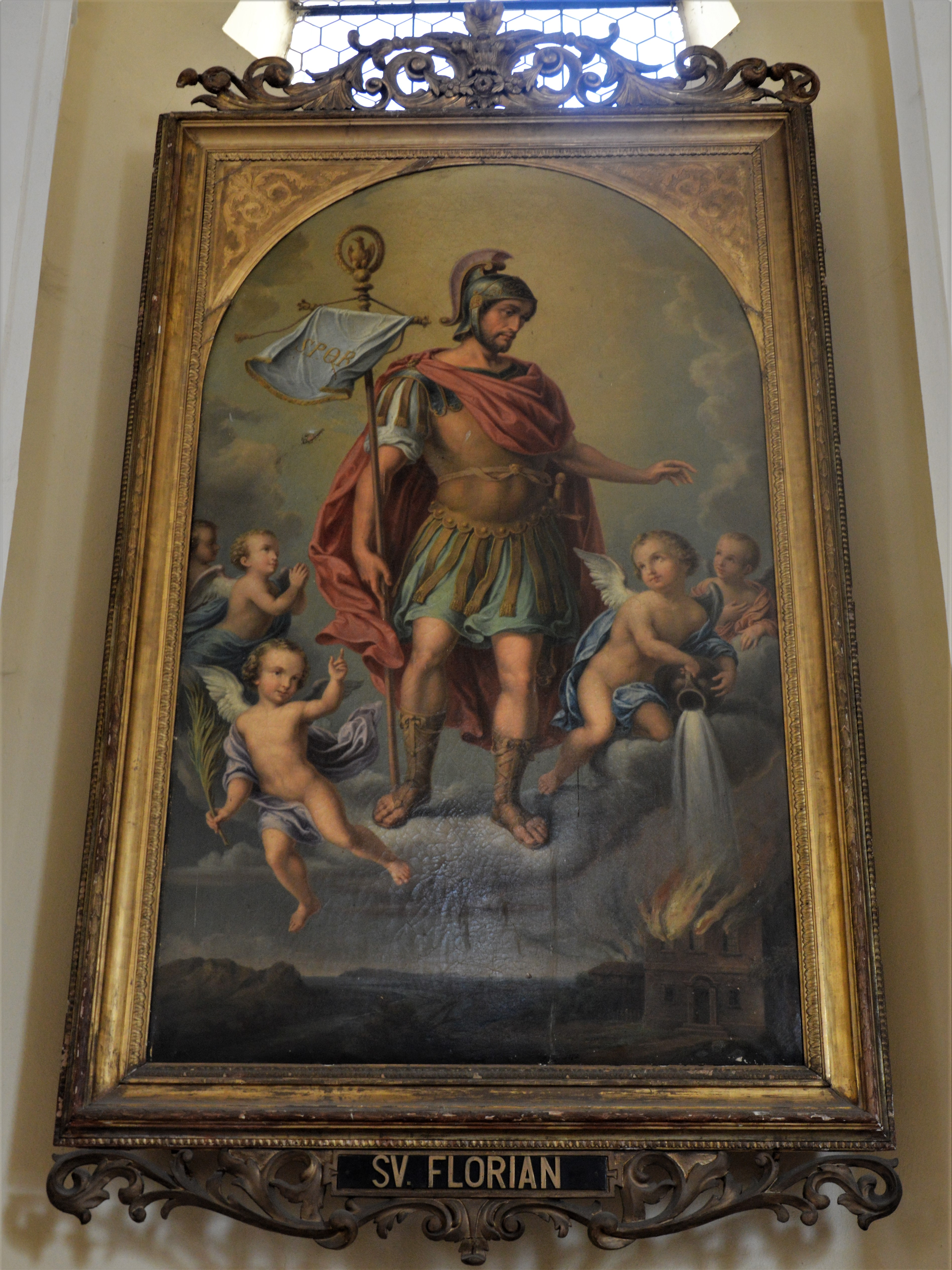
Obraz sv. Floriána od Viléma Kandlera (1872)
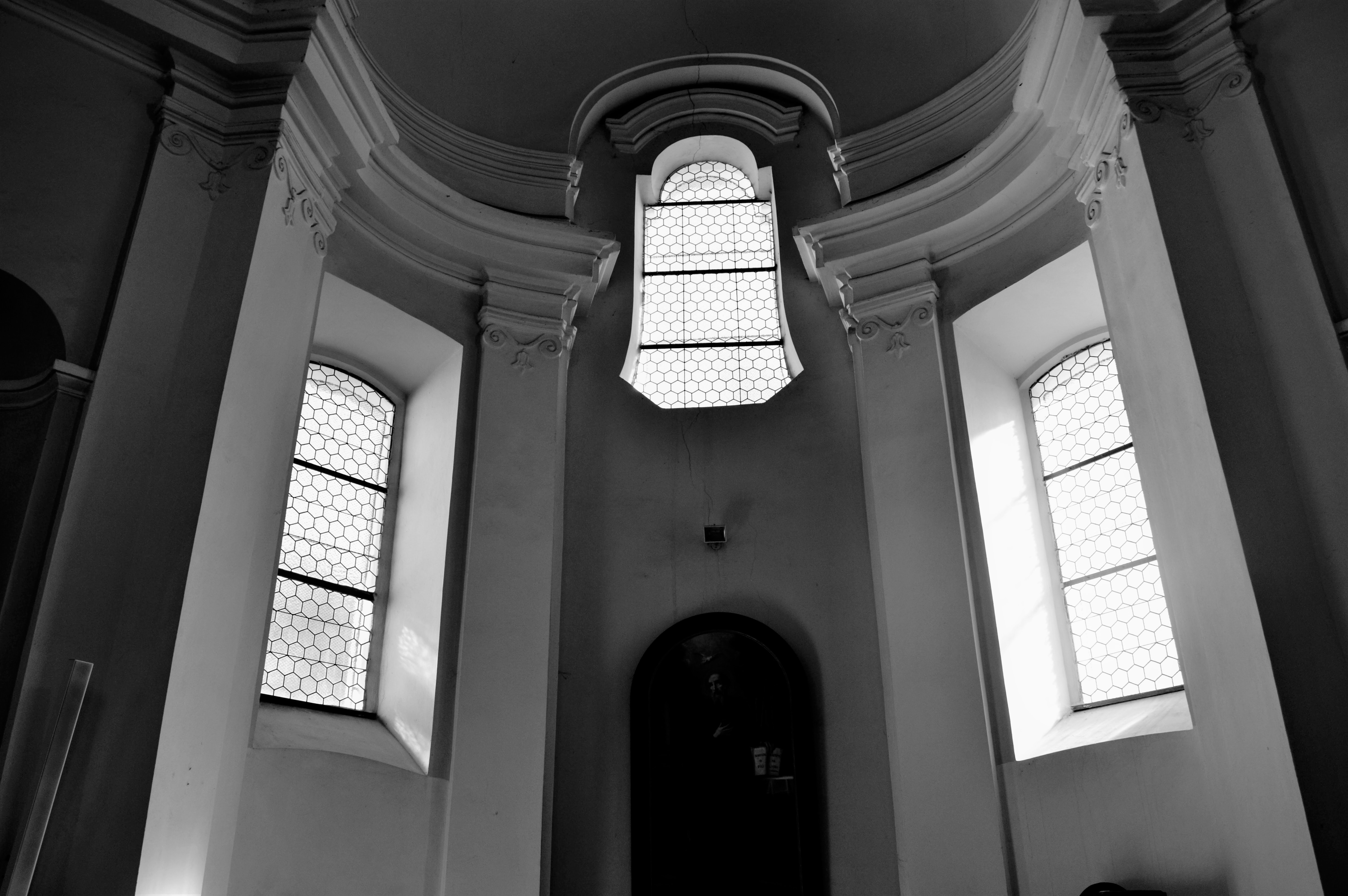
Interiér kaple, východní apsida
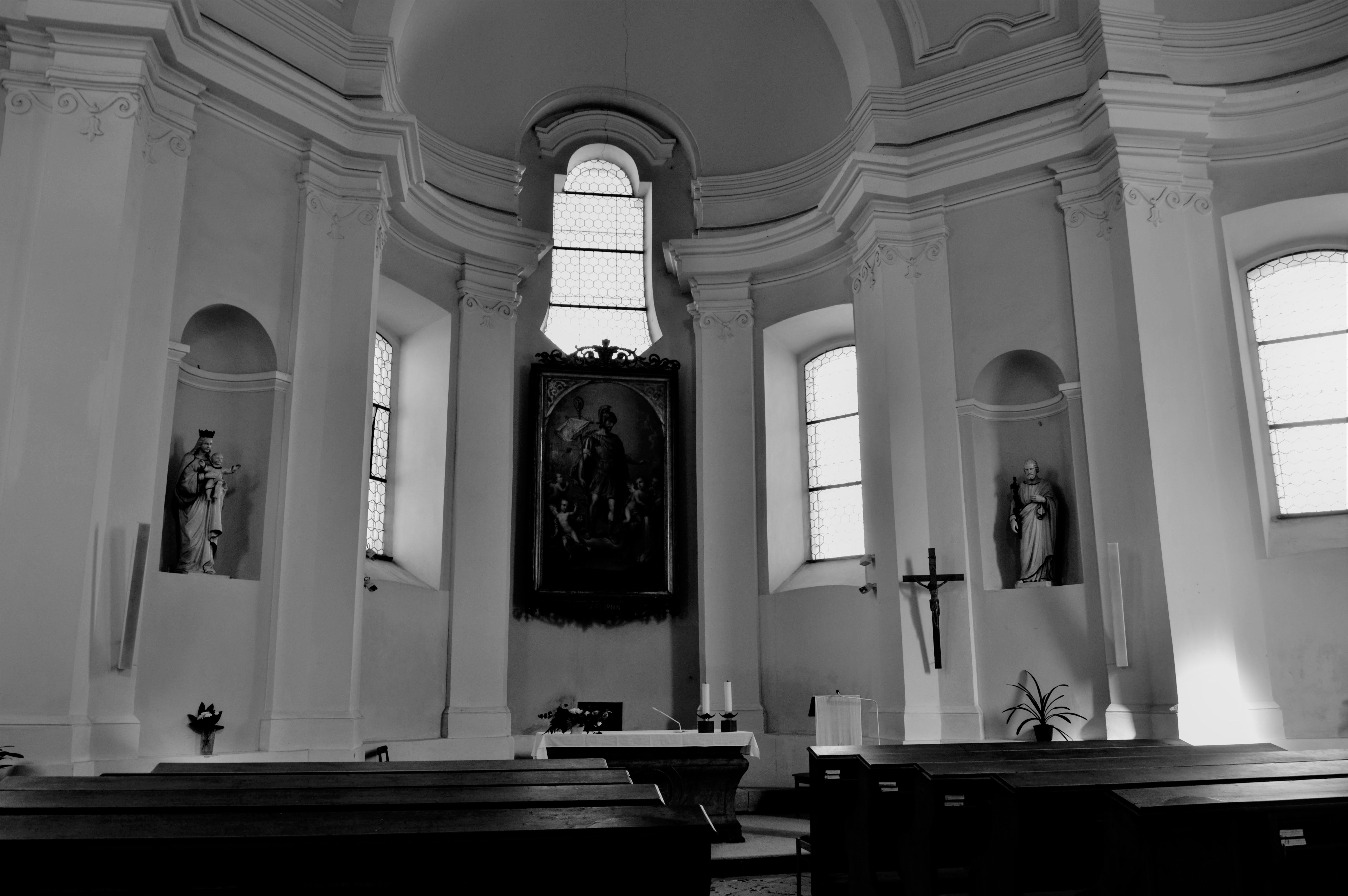
Interiér kaple, od vstupních dveří